# Caucasus Airlines
Caucasus Airlines war eine georgische Fluggesellschaft mit Sitz in Tiflis. Heimatflughafen war der Flughafen Tiflis. Sie flog Ziele in Transkaukasien an. 2004 stellte sie ihren Betrieb ein.

## Geschichte
Die Fluggesellschaft wurde 2001 als Silk Route Airways gegründet. 60 % der Firmenanteile gehörten dem georgischen Unternehmen Samgori-94. Zu den Investoren zählten die US-amerikanische Unternehmen Pacific International Holding (4,6 Millionen US-Dollar) und Lockheed-Martin (1 Million US-Dollar). Der ursprüngliche Name musste aus namensrechtlichen Gründen geändert werden.
Der Flugbetrieb wurde im November 2002 aufgenommen. Es wurden Destinationen in Georgien, Aserbaidschan und Armenien angeflogen. 2004 hat die Gesellschaft ihren Betrieb eingestellt.
Die Gesellschaft führte regelmäßige Linienflüge zwischen Tiflis und Baku, Tiflis und Jerewan sowie Tiflis und Batumi durch. Ihr wurden Routen überlassen, die zunächst ausschließlich Georgian Airways zur Verfügung standen. Ihre Zielgruppe waren Geschäftsleute und Facharbeiter, die zwischen den wirtschaftlichen Zentren des südlichen Kaukasus pendeln.

## Flotte
Die Flotte der Caucasus Airlines bestand aus einer Turboprop-Maschine vom Typ Embraer EMB 120.